# Ahmasuonlampi
Ahmasuonlampi är en sjö i Finland. Den ligger i kommunen Simo i landskapet Lappland, i den norra delen av landet, 700 km norr om huvudstaden Helsingfors. Ahmasuonlampi ligger 125,8 meter över havet.Arean är 50,4 hektar och strandlinjen är 3,85 kilometer lång. Sjön  ingår i Kemi älvs huvudavrinningsområde. 